# Fort Vaux
Fort Vaux ved Verdun var det mindste fort i hele Verdun-systemet under 1. verdenskrig. Fort Douaumont var fire gange større.
I slaget ved Verdun var tabene på både tysk og fransk side meget store, 500.000 soldater blev såret og 250.000 soldater døde.
De nøjagtige tal kendes ikke.